# Levels
Levels (zapis stylizowany na okładce: LE7ELS) – utwór muzyczny szwedzkiego DJ-a – Tima „Avicii” Berglinga, został wydany w dniu 28 października 2011 przez wytwórnię muzyczną Universal Music Group na iTunes oraz wyprodukowany w stylu tanecznym oraz skomponowany w tonacji cis-moll w tempie 126 BPM. Głównym aspektem utworu jest prosty syntezator, który jest podzielony na dwie frazy. Syntezatorowy hook, któremu towarzyszy progresja akordów C♯m–E–B–A, jest powtarzany przez większą część utworu.
W utworze haki syntezatorowe opadają, natomiast dźwięk perkusji zostaje wycięty i zostaje zastąpiony przez echo, które brzmi jak refren. Odtworzona została próbka czołówki do utworu „Something’s Got a Hold on Me” amerykańskiej piosenkarki Etty James. Po przerywniku syntezator zahacza, natomiast rytm perkusji ponownie się uruchamia wraz z linią syntezatora, która szybko się podnosi, zanim powoli opadnie.
Utwór znalazł się na szczycie szwedzkiej listy przebojów. Poza Szwecją, utwór znalazł się również na szczycie listy przebojów w Norwegii i znalazł się w pierwszej dziesiątce na liście przebojów w Austrii, Belgii, Danii, Holandii, Irlandii, Szwajcarii i Wielkiej Brytanii, natomiast ośmiokrotnie otrzymał platynową płytę w Szwecji, dwukrotnie w Wielkiej Brytanii i raz w Stanach Zjednoczonych.

## Odbiór krytyczny
Od czasu wydania „Levels”, utwór spotkał się głównie z pozytywną reakcją krytyków muzycznych za chwytliwy i rozpoznawalny riff syntezatorowy, a także stał się znany jako jeden z najlepszych utworów wszech czasów.